# Rize
Rize (en griego: Riza (de ριζα; 'raíz'); en georgiano: რიზე; en armenio: Ռիզե) es una ciudad costera y un distrito del mar Negro situada al noreste de Turquía y capital de la provincia de Rize. Cuenta con una población de 94 800 habitantes (2007). Su antiguo nombre era Rhizaeum.

## Datos
La ciudad está situada sobre unas colinas que bajan hasta el mar, con su centro comercial en una estrecha franja llana de la bahía. Rize disfruta de un clima templado y una exuberante vegetación. Está unida por carretera con Trebisonda (66 km al oeste), Hopa (88 km al este, cerca de la frontera con Georgia), y Erzurum (al sur) y por barco con Estambul.
Rize es un centro de procesamiento y transporte del té cultivado en el área circundante. El cultivo del té fue introducido en la región en los años '40 y '50 del siglo XX, cambiando el destino de la región, que hasta entonces era un foco de emigración. La ciudad tiene un instiruto de investigación del té, fundado en 1958 y los jardines de té son los principales signos destacables en las vistas panorámicas de la ciudad. Las plantas de té se encuentran igualmente por diferentes lugares de la ciudad. La actividad secundaria es la pesca.

## Clima
| Mes    | Precipitaciones (en mm) | Temperatura (en °F) |
| ------ | ----------------------- | ------------------- |
| Enero  | 200–300                 | 6–7                 |
| Abril  | 80–140                  | 11–12               |
| Agosto | 160–210                 | 21–22               |

## Población
| Año  | Población |
| ---- | --------- |
| 1975 | 36 044    |
| 1980 | 43 407    |
| 1985 | 50 221    |
| 1990 | 52 031    |
| 1997 | 73 420    |
| 2000 | 78 144    |
| 2007 | 94 800    |